# Picasso: The Man and His Work
Picasso: The Man and His Work è un documentario del 1976 diretto da Edward Quinn e basato sulla vita del pittore spagnolo Pablo Picasso.